# Kartidris matertera
Kartidris matertera (лат.) — вид муравьёв (Formicidae) из подсемейства Myrmicinae. Типовой вид рода Kartidris.

## Распространение
Таиланд.

## Описание
Мелкие желтовато-коричневые муравьи. Длина тела составляет 3,8—4,0 мм, длина головы — 0,84—0,90 мм (ширина — 0,73—0,78). Основная окраска тела светло-коричневая. Усики 12-члениковые с булавой из 3 члеников. Имеют 4 максиллярных щупика и 3 лабиальных. Скапус усиков и голени с многочисленными отстоящими волосками. Петиоль стебельчатый.

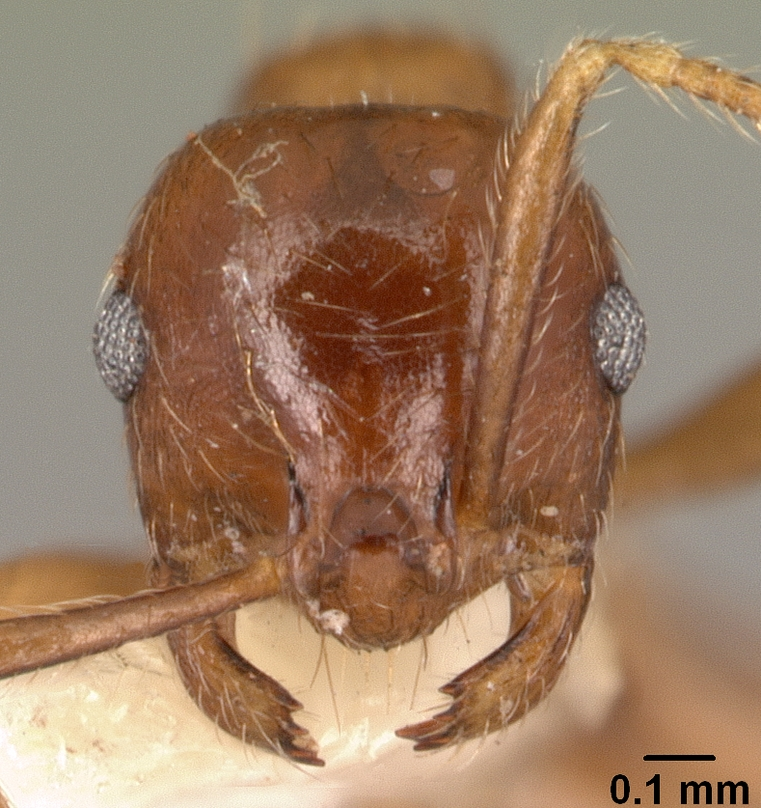
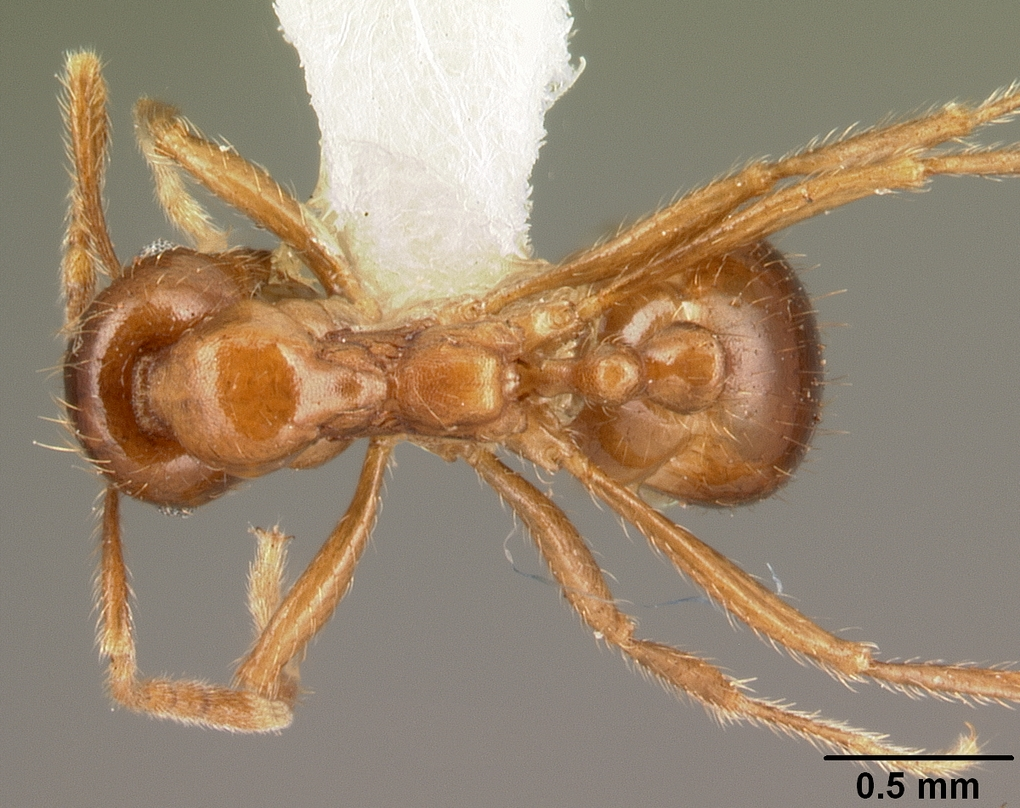